# Чернышевка (Тамбовская область)
Черныше́вка — село в Первомайском районе Тамбовской области России. Административный центр Чернышевского сельсовета.

## География
Село находится в северо-западной части Тамбовской области, в лесостепной зоне, в пределах Окско-Донской низменной равнины, на расстоянии примерно 9 км (по прямой) к юго-западу от посёлка городского типа Первомайский, административного центра района. Абсолютная высота — 159 м над уровнем моря.

### Климат
Климат умеренно континентальный, относительно сухой, с холодной продолжительной зимой и тёплым летом. Средняя температура воздуха самого холодного месяца (января) — −11,5 — −10,5 °C (абсолютный минимум — −39 °C); самого тёплого месяца (июля) — 19,5 — 20,5 °C (абсолютный максимум — 40 °С). Среднегодовое количество атмосферных осадков варьирует в пределах от 400 до 650 мм. Продолжительность залегания снежного покрова составляет в среднем 135 дней.

### Часовой пояс
Село Чернышевка, как и вся Тамбовская область, находится в часовой зоне МСК (московское время). Смещение применяемого времени относительно UTC составляет +3:00.

## Население
| 1859 | 1897 | 1906  | 2010 |
| ---- | ---- | ----- | ---- |
| 1029 | ↘863 | ↗1553 | ↘371 |

### Половой состав
По данным Всероссийской переписи населения 2010 года, в гендерной структуре населения мужчины составляли 45,8 %, женщины — соответственно 54,2 %.

### Национальный состав
Согласно результатам переписи 2002 года, в национальной структуре населения русские составляли 98 % из 478 чел.